# Bundesverband der Lehrerinnen und Lehrer an beruflichen Schulen
Der Bundesverband der Lehrerinnen und Lehrer an beruflichen Schulen (BLBS) war bis 2018 eine Fachgewerkschaft für den Bildungsbereich innerhalb des dbb deutschen beamtenbundes. Er organisierte Lehrer an Berufsschulen und ist Mitglied der Bildungsinternationale. Die aufnehmende Nachfolgeorganisation ist die Bundesverband der Lehrkräfte für Berufsbildung (BvLB).

## Geschichte
Die Fachgewerkschaft BLBS wurde als Verein im Jahre 1949 gegründet. Im April 2018 schlossen sich die Lehrerverbände BLBS und VLW auf Bundesebene zum neuen Gesamtverband zusammen.

## Ziele und Inhalte

### Interessenvertretung
Der BLBS setzte sich ein für die Stärkung der Berufsschulen und die Sicherung einer qualifizierten Berufsausbildung durch die Sicherung der berufsübergreifenden Fächer, die Fortführung der Fremdsprachen an den Berufsschulen sowie eine Übernahme der schulischen Leistungen in die Abschlussprüfungen.

### Publikationen
Der BLBS gab die zehnmal im Jahr erscheinende Fachzeitschrift Die berufsbildende Schule mit einer Auflage von etwa 20.000 Exemplaren heraus.

## Landesverbände
Weil die Schulpolitik aufgrund des Föderalismus in die Kulturhoheit der Bundesländer fällt, wird der BLBS insbesondere durch seine 16 Landesverbände bei den Landesregierungen aktiv:
| Bundesland             | Landesverband | Sitz        |
| Baden-Württemberg      | Verband der Lehrerinnen und Lehrer an beruflichen Schulen in Baden-Württemberg e. V. (Berufsschullehrerverband) (BLV)                                                    | Stuttgart   |
| Bayern                 | Verband der Lehrer an beruflichen Schulen in Bayern (VLB) | München     |
| Berlin                 | Bundesverband der Lehrerinnen und Lehrer an berufsbildenden Schulen, Landesverband Berlin, e. V.                                                                         | Berlin      |
| Brandenburg            | Brandenburgischer Lehrerverband beruflicher Schulen e. V. | Hennigsdorf |
| Bremen                 | Verband der Lehrerinnen und Lehrer an beruflichen Schulen im Land Bremen e. V. (VLB)                                                                                     | Bremen      |
| Hamburg                | Verband der Lehrerinnen und Lehrer an Berufsbildenden Schulen, Landesverband Hamburg, Deutscher Lehrerverband Hamburg                                                    | Hamburg     |
| Hessen                 | Gesamtverband der Lehrerinnen und Lehrer an beruflichen Schulen in Hessen (glb)                                                                                          | Hanau       |
| Mecklenburg-Vorpommern | Bundesverband der Lehrerinnen und Lehrer an Beruflichen Schulen Mecklenburg-Vorpommern                                                                                   | Rostock     |
| Niedersachsen          | Berufsschullehrerverband Niedersachsen | Hannover    |
| Nordrhein-Westfalen    | Verband der Lehrerinnen und Lehrer an Berufskollegs in Nordrhein-Westfalen (vlbs)                                                                                        | Düsseldorf  |
| Rheinland-Pfalz        | Verband der Lehrer an Berufsbildenden Schulen Rheinland-Pfalz | Mainz       |
| Saarland               | Verband der Lehrerinnen und Lehrer an beruflichen Schulen im Saarland (vlbs)                                                                                             | Heusweiler  |
| Sachsen                | Lehrerverband Berufliche Schulen Sachsen | Dresden     |
| Sachsen-Anhalt         | Verband der Lehrerinnen und Lehrer an Berufsbildenden Schulen, Landesverband Sachsen-Anhalt                                                                              | Magdeburg   |
| Schleswig-Holstein     | Verband der Lehrerinnen und Lehrer an Berufsbildenden Schulen, Landesverband Schleswig-Holstein                                                                          | Kiel        |
| Thüringen              | Thüringer Verband der Berufsschulpädagogen (TVB) Verband der Lehrerinnen und Lehrer an berufsbildenden Schulen in Thüringen - Berufsschullehrerverband (BLV) Thüringen - | Erfurt      |